# Drewno (wieś)
Drewno – wieś w Polsce położona w województwie kujawsko-pomorskim, w powiecie żnińskim, w gminie Gąsawa.
| SIMC    | Nazwa    | Rodzaj    |
| ------- | -------- | --------- |
| 1035957 | Bełki    | część wsi |
| 1035963 | Bielawka | część wsi |
| 1035992 | Gąsawka  | część wsi |
| 1036000 | Grabina  | część wsi |
| 1036098 | Osiny    | część wsi |
| 1036129 | Szrama   | część wsi |

Wieś duchowna Drebno, własność kapituły katedralnej gnieźnieńskiej, pod koniec XVI wieku leżała w powiecie gnieźnieńskim województwa kaliskiego. W latach 1975–1998 miejscowość administracyjnie należała do województwa bydgoskiego. Według Narodowego Spisu Powszechnego (2011) liczyła 86 mieszkańców. Jest osiemnastą co do wielkości miejscowością gminy Gąsawa.